# Citroën C3 R5
De Citroën C3 R5 is een rallyauto gebouwd door Citroën, het is een rallywagen voor de R5 klasse en de opvolger van de Citroën DS3 R5.